# 2月11日
2月11日（にがつじゅういちにち）は、グレゴリオ暦で年始から42日目にあたり、年末まであと323日（閏年では324日）ある。

## できごと

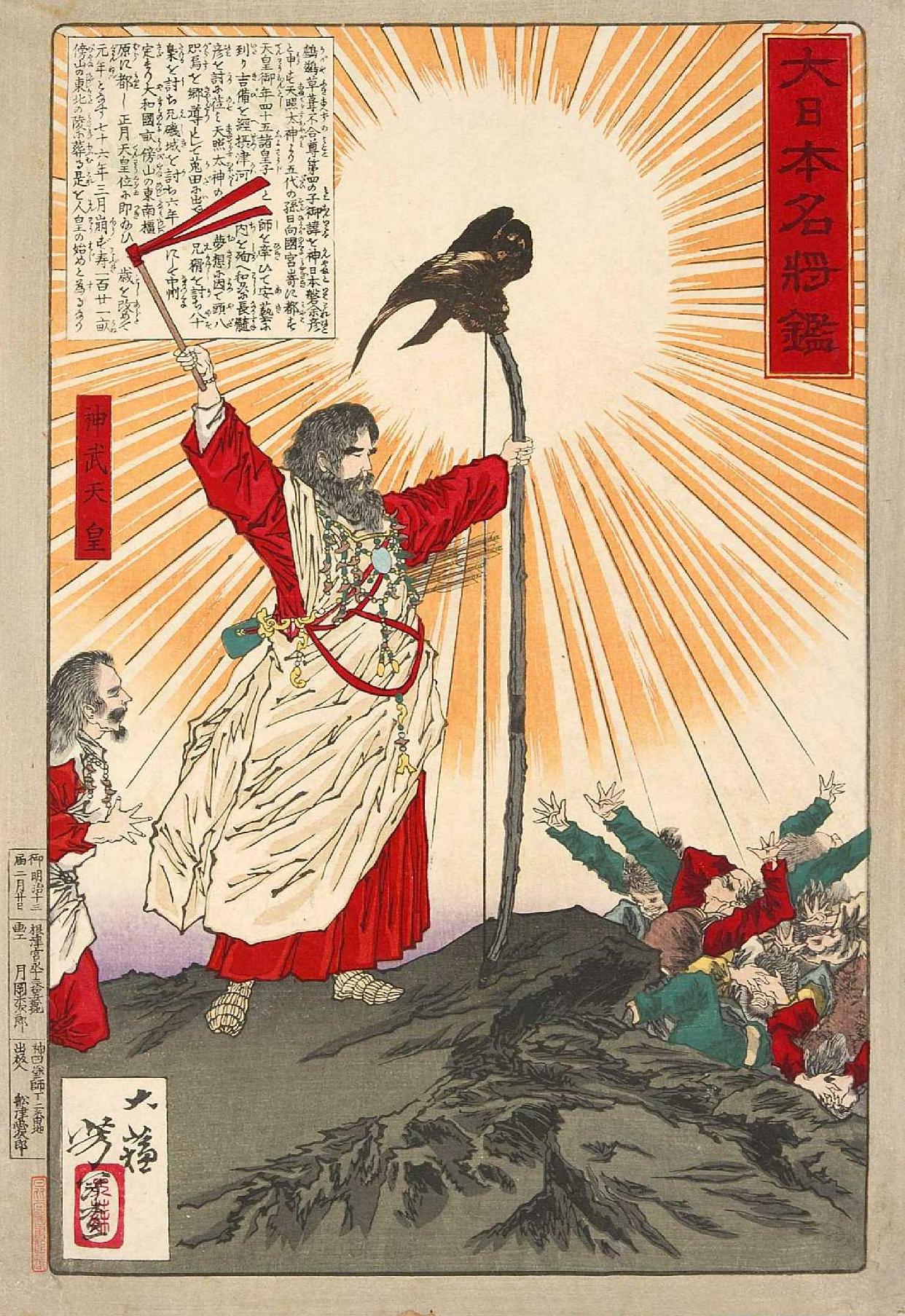
月岡芳年 『大日本名将鑑』の内「神武天皇」
1876(明治9)-1882(明治15)年頃の作。

- 紀元前660年（神武天皇即位紀元元年1月1日） - 初代天皇・神武天皇が即位（『日本書紀』による。2月11日はグレゴリオ暦での日付）。日付は1873年に制定。
- 55年 - ローマ皇帝ネロが義弟ブリタンニクスを暗殺。
- 200年（建安5年1月9日） - 曹操打倒のクーデター計画が発覚して捕らえられた、董承ら一派とその三族が処刑。
- 1806年 - 小ピットの死をうけてウィリアム・グレンヴィルがイギリス首相に就任。
- 1812年 - マサチューセッツ州知事エルブリッジ・ゲリーが、自分の所属する政党に有利なように選挙区の区割りを変更。いびつな形からゲリマンダーと呼ばれる。
- 1814年 - ノルウェーがデンマーク＝ノルウェーからの独立を宣言。
- 1840年 - ガエターノ・ドニゼッティのオペラ・コミック『連隊の娘』がパリで初演。
- 1843年 - ジュゼッペ・ヴェルディのオペラ『十字軍のロンバルディア人』がミラノで初演。
- 1855年 - テオドロス2世がエチオピア皇帝に即位。
- 1858年 - ルルドの聖母: フランス南西部ルルドのマッサビエル洞窟に聖母マリアが出現する[1]。
- 1869年（明治2年1月1日） - 横須賀市に建設された日本初の洋式灯台、観音埼灯台が点灯する[2]。
- 1873年 - スペイン国王アマデオ1世が退位し、スペイン第一共和政が成立。
- 1875年 - 大阪会議が開かれる。
- 1889年 - 大日本帝国憲法・旧皇室典範などが公布。
- 1889年 - 伊勢神宮で不敬な態度をとったと報じられた文部大臣森有礼が、国粋主義者の士族・西野文太郎に刺される。翌日死亡。
- 1890年 - 金鵄勲章制定。
- 1903年 - アントン・ブルックナーの交響曲第9番がウィーンで初演[3]。
- 1913年 - 大正政変: 桂太郎内閣が総辞職[4]。
- 1916年 - エマ・ゴールドマンが産児制限の指導をしたことにより投獄される。
- 1919年 - フリードリヒ・エーベルトがドイツ国の初代大統領に就任。
- 1922年 - 1粒300mがキャッチコピーのグリコが三越で発売される[5]。
- 1922年 - 長野県下諏訪町の諏訪湖に設けられたスケートリンクで第1回全日本フィギュアスケート選手権が開催。東京帝国大学の五代正友が優勝[6]。
- 1928年 - 第2回冬季オリンピック、サンモリッツ大会開催。2月19日まで。
- 1929年 - ローマ教皇庁とムッソリーニ政権下のイタリア王国がラテラノ条約を締結[7]。同年6月7日批准文書が交換され成立し、バチカン市国が誕生した[8]。
- 1937年 - 文化勲章制定。
- 1938年 - BBCがカレル・チャペックの戯曲『R.U.R.』を原作としたテレビドラマを放送。世界初のSFドラマ。
- 1940年 - 皇紀2600年紀元節の詔書発布。日本全国の神社で祭礼が行われる。神武天皇即位から2600年にあたる同年11月10日には、宮城（皇居）外苑で天皇・皇后臨席の下に盛大な式典が挙行された。
- 1950年 - 熊本県松尾村で路線バスが養殖池に転落。乗員乗客22人が死亡、重傷10人[9]。
- 1951年 - 居昌良民虐殺事件。
- 1951年 - 四国少年院（香川県善通寺市）から少年46人が集団逃走。その後、同年3月3日にも21人が集団逃走[10]。
- 1959年 - 「紀元節奉祝建国祭大会」参加直後の右翼が、批判的発言をした三笠宮崇仁親王邸に押しかける。
- 1969年 - 江藤小三郎（憂国烈士、江藤新平の曾孫にして衆議院議員江藤夏雄の三男）が国会議事堂前で遺書「覚醒書」を残して焼身自殺。
- 1970年 - 東京大学宇宙航空研究所がL-4Sロケットの5号機で人工衛星「おおすみ」の打ち上げに成功。日本初の人工衛星[11]。
- 1971年 - 87か国が海底非核化条約に調印。
- 1975年 - マーガレット・サッチャーがイギリス保守党の党首に就任。イギリス初の女性党首[12]。
- 1977年 - 革労協書記長内ゲバ殺人事件。
- 1979年 - ルーホッラー・ホメイニー率いる革命軍が首都・テヘランを掌握。イラン革命政権が成立。
- 1979年 - 西鉄福岡市内線が全廃。
- 1986年 - ホテル大東館火災。
- 1990年 - 南アフリカ共和国で政治犯として捕えられていたアフリカ民族会議の最高指導者ネルソン・マンデラが釈放される。
- 1990年 - WBC・WBA・IBF世界ヘビー級統一王者マイク・タイソンが東京ドームでプロ38戦目としてWBC世界同級3位・WBA世界同級4位のジェームス・ダグラスと世界同級タイトルマッチ（マイク・タイソン 対 ジェームス・ダグラス戦）を行い、タイソンが10回KO負けを喫し、1985年のプロデビュー以来タイソンが保持してきた無敗記録が37でストップしたと同時に王座陥落[4]。
- 1995年 - 安房峠道路水蒸気爆発事故。4人死亡。
- 1998年 - 長野オリンピックのモーグル女子決勝で里谷多英が優勝。冬季大会で日本人女子初の金メダル[13]。
- 2000年 - 宮城県山元町にある、社台レースホース山元トレーニングセンターの中の厩舎から出火し、小田切有一所有馬エガオヲミセテなど現役競走馬22頭が焼死。
- 2002年 - 長崎水族館で、世界最高齢のキングペンギン「ぎん吉」が死去。飼育期間39年9か月15日。
- 2004年 - 吉野家、アメリカ産牛肉のBSEによる禁輸処置が長引き在庫がなくなり、牛丼販売の一時全面停止に踏み切る。
- 2006年 - 東京都渋谷区神宮前の表参道の同潤会青山アパート跡地に表参道ヒルズが開業。
- 2007年 - 韓国・麗水市で麗水外国人保護所火災事故発生。
- 2009年 - 北海道釧路市の釧路川河口にラッコが出現。クーちゃんと名付けられる。
- 2011年 - エジプト革命: エジプトで29年間独裁を続けてきたホスニー・ムバーラク大統領が辞任[14]。
- 2018年 - サラトフ航空703便墜落事故が発生[15]。
- 2022年 - 北京冬季五輪スノーボード男子ハーフパイプ決勝で平野歩夢が優勝。スノーボードで日本勢初の金メダルを獲得した[16]。
- 2023年 - コロラドスプリングズで行われたフィギュアスケート四大陸選手権で、三浦佳生が史上最年少で優勝[17]。

## 誕生日

### 人物
- 1380年 - ポッジョ・ブラッチョリーニ、ルネサンス期の人文主義者（+ 1459年）
- 1494年（明応3年1月6日） - 武田信虎、戦国大名（+ 1574年）
- 1535年 - グレゴリウス14世、ローマ教皇（+ 1591年）
- 1657年 - ベルナール・フォントネル、著述家（+ 1757年）
- 1661年（万治4年1月22日） - 松平近貞、豊後国府内藩主（+ 1757年）
- 1745年（延享2年1月11日） - 伊能忠敬、測量家（+ 1818年）
- 1767年（万治4年1月13日） - 堀直方、越後国村松藩主（+ 1805年）
- 1776年 - イオアニス・カポディストリアス、政治家（+ 1831年）
- 1778年（安永7年1月15日） - 帆足万里、儒学者、経世家（+ 1852年）
- 1796年 - ジョヴァンニ・パチーニ、作曲家（+ 1867年）
- 1800年 - ウィリアム・ヘンリー・フォックス・タルボット、写真技術の先駆者（+ 1877年）
- 1815年 - ジョン・アップルトン、政治家、外交官（+ 1864年）
- 1821年 - オギュスト・マリエット、考古学者（+ 1881年）
- 1839年 - ウィラード・ギブズ、物理学者（+ 1903年）
- 1846年（弘化3年1月16日） - 小松宮彰仁親王、皇族（+ 1903年）
- 1847年 - トーマス・エジソン、発明家（+ 1931年）
- 1852年（嘉永5年1月22日） - 本多忠伸、陸奥国泉藩主（+ 1903年）
- 1855年 - エーリック・ヴァーレンショルド、画家（+ 1938年）
- 1862年（文久2年1月13日） - 有栖川宮威仁親王、近代の皇族（+ 1913年）
- 1867年（慶応3年1月7日） - 上田萬年、国語学者（+ 1937年）
- 1868年（明治元年1月18日） - 狩野直喜、中国文学者（+ 1947年）
- 1869年 - エルゼ・ラスカー＝シューラー、詩人（+ 1945年）
- 1872年（明治5年1月3日） - 築田多吉、看護師（+ 1958年）
- 1874年 - 内田良平、国家主義者（+ 1937年）
- 1879年 - 安藤紀三郎、陸軍軍人（+ 1954年）
- 1881年 - カルロ・カッラ、画家（+ 1966年）
- 1883年 - 小林古径、日本画家（+ 1957年）
- 1887年 - 折口信夫、民俗学者、国文学者（+ 1953年）
- 1889年 - 清水金太郎、声楽家（+ 1932年）
- 1890年 - 岡敬純、海軍軍人（+ 1973年）
- 1894年 - 重宗雄三、政治家、実業家（+ 1976年）
- 1894年 - 田垣内友吉、洋画家（+ 1931年）
- 1895年 - 野田誠三、元阪神電気鉄道社長・会長、阪神タイガースオーナー、阪神甲子園球場の設計者（+ 1978年）
- 1898年 - 齋藤憲三、実業家、TDK創業者、政治家（+ 1970年）
- 1898年 - 辻吉之助、ヴァイオリニスト（+ 1985年）
- 1898年 - 島田芳文、作詞家（+ 1973年）
- 1898年 - レオ・シラード、物理学者（+ 1964年）
- 1899年 - 米谷隆三、法学者（+ 1958年）
- 1899年 - 山手樹一郎、小説家（+ 1978年）
- 1900年 - 戸田城聖、創価学会創設者（+ 1958年）
- 1900年 - ハンス・ゲオルク・ガダマー、哲学者（+ 2002年）
- 1902年 - アルネ・ヤコブセン、建築家、デザイナー（+ 1971年）
- 1904年 - 三木龍喜、テニス選手（+ 1966年）
- 1904年 - リュシル・ランドン、スーパーセンチナリアン（+ 2023年）
- 1906年 - 稲蔭千代子、元アナウンサー（+ 1980年）
- 1908年 - 笹村草家人、彫刻家（+ 1975年）
- 1908年 - 勝間田清一、政治家（+ 1989年）
- 1909年 - ジョーゼフ・L・マンキーウィッツ、映画監督（+ 1993年）
- 1911年 - 平生三郎、ラグビー選手、元東洋紡績副社長（+ 1973年）
- 1912年 - 丸木俊、洋画家（+ 2000年）
- 1912年 - ルドルフ・フィルクスニー、ピアニスト、作曲家（+ 1994年）
- 1913年 - 渡辺敏夫、プロ野球選手（+ 没年不詳）
- 1915年 - リチャード・ハミング、数学者、計算機科学者（+ 1998年）
- 1917年 - シドニィ・シェルダン、小説家（+ 2007年）
- 1918年 - 池部良、俳優、随筆家（+ 2010年）
- 1921年 - 松島与三、数学者（+ 1983年）
- 1921年 - 中田金一、プロ野球選手（+ 2008年）
- 1921年 - エドワード・G・サイデンステッカー、翻訳家（+ 2007年）
- 1921年 - コリンヌ・リュシェール、女優（+ 1950年）
- 1926年 - ポール・ボキューズ、フランス料理のシェフ（+ 2018年）
- 1926年 - レスリー・ニールセン、俳優（+ 2010年）
- 1926年 - 大沢紀三男、プロ野球選手（+ 2003年）
- 1927年 - 末吉俊信、プロ野球選手（+ 2016年）
- 1928年 - 田宮謙次郎、プロ野球選手（+ 2010年）
- 1931年 - 小林武史 、ヴァイオリニスト（+ 2025年）
- 1931年 - 中西妙子、声優
- 1934年 - ジョン・サーティース、レーシングドライバー（+ 2017年）
- 1934年 - マヌエル・ノリエガ、パナマの国家元首（+ 2017年）
- 1934年 - マリー・クヮント、ファッションデザイナー（+ 2023年）
- 1935年 - ジーン・ヴィンセント、ミュージシャン（+ 1971年）
- 1936年 - 山口昌紀、近畿日本鉄道社長、会長（+ 2017年）
- 1936年 - 一井淳治、政治家（+ 2023年）
- 1936年 - 坂部恵、哲学者（+ 2009年）
- 1936年 - バート・レイノルズ、俳優（+ 2018年）
- 1936年 - 小島武夫、プロ雀士（+ 2018年）
- 1937年 - 野添ひとみ、女優（+ 1995年）
- 1938年 - 大木利男、元プロ野球選手
- 1939年 - ジェイン・ヨーレン、児童文学作家
- 1939年 - 土肥隆一、政治家（+ 2016年）
- 1940年 - 小野ヤスシ、タレント（+ 2012年）
- 1940年 - 唐十郎、劇作家（+ 2024年）
- 1940年 - 有本欽隆、声優（+ 2019年）
- 1940年 - 魚住汎英、政治家
- 1941年 - 瀧安治、プロ野球選手（+ 2003年）
- 1941年 - 大沢悠里、アナウンサー
- 1941年 - セルジオ・メンデス、ミュージシャン（+ 2024年）
- 1941年 - 長峯基、政治家
- 1942年 - オーティス・クレイ、ソウル・シンガー（+ 2016年）
- 1942年 - 伊藤博文、元プロ野球選手
- 1943年 - 山田昇、実業家、ヤマダ電機創業者
- 1944年 - クロード・チアリ、ギタリスト
- 1944年 - 清水綋治、俳優
- 1946年 - 井脇ノブ子、政治家、教育者
- 1947年 - 鳩山由紀夫、政治家、第93代内閣総理大臣
- 1947年 - 松岡きっこ、タレント
- 1947年 - 布川ゆうじ、アニメーション演出家（+ 2022年）
- 1948年 - 桂宮宜仁親王、皇族、三笠宮家の二男（+ 2014年）
- 1948年 - 渡海紀三朗、政治家
- 1949年 - 三枝紀生、実業家
- 1949年 - ベン・オグリビー、元プロ野球選手
- 1952年 - 木曽功、内閣官房参与、元ユネスコ政府代表部特命全権大使
- 1953年 - たいらいさお、歌手
- 1954年 - 清水和夫、自動車評論家
- 1954年 - 吉澤博三、実業家
- 1955年 - 益田由美、元アナウンサー
- 1957年 - 土田義晴、絵本作家
- 1957年 - ピーター・クラスホースト、画家、彫刻家、写真家（+ 2024年）
- 1957年 - 織田淳太郎、作家
- 1958年 - 里内信夫、声優、一級建築士
- 1959年 - 井上紀良、漫画家
- 1959年 - 岡田惠和、脚本家
- 1959年 - ロベルト・モレノ、F1レーサー
- 1959年 - 準・メルクル、指揮者
- 1961年 - 片山象三、実業家、政治家
- 1962年 - シェリル・クロウ、ミュージシャン
- 1963年 - 棚橋泰文、政治家
- 1964年 - 浅尾慶一郎、政治家
- 1964年 - サラ・ペイリン、政治家、第11代アラスカ州知事
- 1964年 - ケン・シャムロック、総合格闘家、プロレスラー
- 1965年 - 栗林誠一郎、シンガーソングライター、作曲家
- 1965年 - 佐藤可士和、クリエイティブディレクター、アートディレクター、グラフィックデザイナー
- 1966年 - 依田紀基、囲碁棋士
- 1966年 - 石渡康浩、俳優
- 1966年 - 川本克彦、声優
- 1966年 - 中村大伸、野球選手
- 1969年 - 小畑健、漫画家、イラストレーター
- 1969年 - ジェニファー・アニストン、俳優
- 1969年 - 長谷川祥之、サッカー選手
- 1969年 - 永野あかね、漫画家
- 1970年 - 青山裕次、ミュージカル俳優
- 1971年 - 緒川たまき、女優
- 1972年 - 松井亮、ミュージシャン（元the brilliant green）
- 1972年 - スティーブ・マクマナマン、サッカー選手
- 1972年 - ケーリー・スレーター[18]、サーファー
- 1972年 - ヤマグチノボル、 作家（+ 2013年）
- 1973年 - 七緒はるひ、声優
- 1973年 - ヴァルグ・ヴィーケネス、ミュージシャン
- 1974年 - 代田建紀、元プロ野球選手
- 1974年 - ディアンジェロ、ミュージシャン
- 1975年 - レイニエル・ジェロ、元野球選手
- 1976年 - 山本モナ、タレント、元アナウンサー、キャスター
- 1976年 - 内田也哉子、エッセイスト
- 1976年 - リカルド・ペレイラ、サッカー選手
- 1977年 - ホリ、ものまねタレント
- 1977年 - 小島邦裕、俳優
- 1977年 - 三枝零一、小説家
- 1977年 - 室伏由佳、陸上競技選手
- 1977年 - 金折知則、騎手
- 1977年 - マイク・シノダ、歌手（リンキン・パーク）
- 1978年 - 田内裕一、声優
- 1978年 - 宇野祥平、俳優
- 1979年 - ミチェル・エンリケス、元野球選手
- 1979年 - ブランディ、シンガーソングライター
- 1980年 - マット・リンドストロム、プロ野球選手
- 1980年 - マーク・ブレッシアーノ、サッカー選手
- 1980年 - ゆうまお、シンガーソングライター
- 1980年 - 藤井悠、タレント
- 1980年 - サカモト教授、ミュージシャン
- 1981年 - 嶋恭輔、俳優、ファッションモデル
- 1981年 - 森田まりこ、お笑いタレント
- 1981年 - ケリー・ローランド、シンガーソングライター
- 1982年 - 上杉周大、ミュージシャン、タレント（THE TON-UP MOTORS）
- 1983年 - eri、ミュージシャン、デザイナー
- 1983年 - ラファエル・ファン・デル・ファールト、サッカー選手
- 1983年 - 尾野貴之、元プロアイスホッケー選手
- 1984年 - 出水麻衣、TBSアナウンサー
- 1984年 - 三ッ木勇気、声優
- 1984年 - 深山ジュン、タレント
- 1984年 - 和田譲治、騎手
- 1986年 - 清田育宏、元プロ野球選手
- 1987年 - 朝倉えりか、女優、タレント
- 1987年 - カナイ、お笑いタレント
- 1987年 - ダニーロ・デヘスス、プロ野球選手
- 1988年 - 明日香、元歌手（元スパークリング☆ポイント）
- 1988年 - 三津谷亮、俳優（元D-BOYS）
- 1989年 - クタイ・エルヨルダシュ、フィギュアスケート選手
- 1990年 - ファン・チャンソン、アイドル（2PM）
- 1990年 - サラ・アーノルド、フィギュアスケート選手
- 1990年 - Ara、女優
- 1990年 - アレッサンドロ・ピッティン、ノルディック複合選手
- 1990年 - エットーレ・メンディチーノ、サッカー選手
- 1991年 - 遠谷比芽子、タレント
- 1991年 - 我妻三輪子、ファッションモデル
- 1991年 - たくろー、お笑いタレント（ヒノトリ）
- 1991年 - 無良崇人、フィギュアスケート選手
- 1991年 - 石川真衣、元バスケットボール選手
- 1991年 - ローレント・デュバニーターディフ、アメリカンフットボール選手
- 1992年 - 岸井ゆきの、女優
- 1993年 - 黒澤詩音、フリーアナウンサー
- 1993年 - 大城卓三、プロ野球選手
- 1993年 - 岩見香枝、元プロ野球選手
- 1993年 - イ・デヨル、アイドル（Golden Child）
- 1994年 - ダンズビー・スワンソン、プロ野球選手
- 1994年 - 鈴木武蔵、サッカー選手
- 1996年 - 木﨑ゆりあ、アイドル（元AKB48）
- 1997年 - 志田友美、ファッションモデル、元アイドル（元夢みるアドレセンス）
- 1997年 - ロゼ、歌手、ファッションモデル
- 1997年 - 森田駿哉、プロ野球選手
- 1998年 - カリード、歌手
- 1998年 - ティム・ヘンリックソン、プロアイスホッケー選手
- 1999年 - 田川亨介、サッカー選手
- 1999年 - DINO、アイドル（SEVENTEEN）
- 2000年 - 四谷真佑、アイドル（OCTPATH）
- 2002年 - 森元流那、タレント、YouTuber
- 2002年 - 三浦龍司、陸上選手
- 2002年 - リアム・ローソン、レーシングドライバー
- 2003年 - 小堀柊、アイドル（OCTPATH）
- 2005年 - 三好菜乃、タレント
- 2007年 - 川勝空人、プロ野球選手
- 生年不詳 - sasakure.UK、音楽家、ボカロP
- 生年不詳 - なな茶、グラビアアイドル、TikToker
- 生年不詳 - 藤沼建人、声優
- 生年不詳 - 松江名俊[19]、漫画家
- 生年不詳 - うごくちゃん、YouTuber（+ 2020年）

### 人物以外（動物など）
- 1993年 - フサイチコンコルド、競走馬、種牡馬（+ 2014年）
- 2010年 - エピファネイア、競走馬、種牡馬

## 忌日

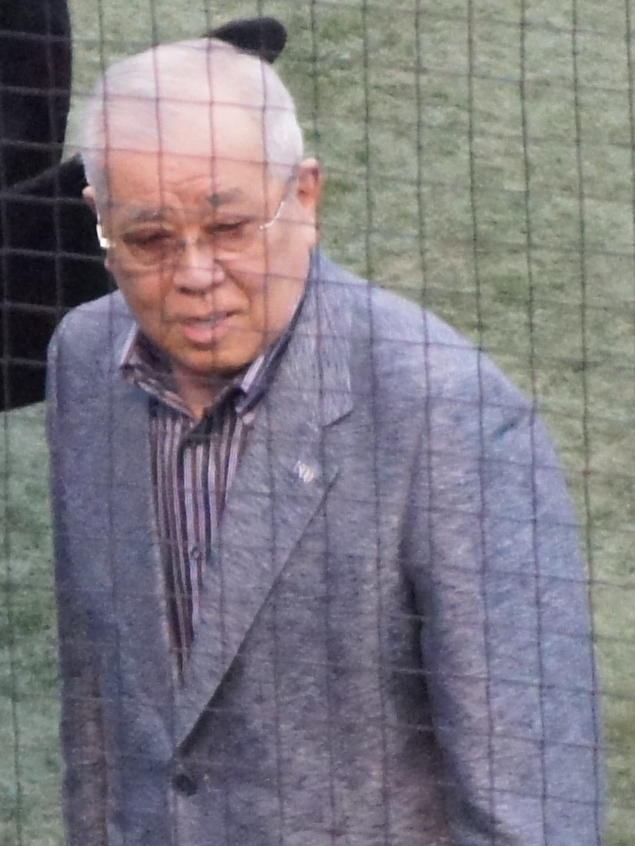
元プロ野球選手・監督、野村克也(1935-2020)没。

- 200年（建安5年1月9日） - 董承、車騎将軍（* 生年不詳）
- 641年 - ヘラクレイオス、東ローマ帝国皇帝（* 575年頃）
- 1160年（永暦元年1月3日） - 源義朝、河内源氏の武将（* 1123年）
- 1232年（寛喜4年1月19日） - 明恵、僧侶、華厳宗中興の祖（* 1173年）
- 1503年 - エリザベス・オブ・ヨーク、イングランド王ヘンリー7世の王妃（* 1466年）
- 1586年 - アウグスト、ザクセン選帝侯（* 1526年）
- 1626年 - ピエトロ・A・カタルディ（イタリア語版）、数学者、6番目と7番目のメルセンヌ数発見者（* 1552年）
- 1650年 - ルネ・デカルト、哲学者（* 1596年）
- 1762年 - ヨハン・トビアス・クレープス、作曲家（* 1690年）
- 1795年 - カール・ミカエル・ベルマン、詩人（* 1740年）
- 1803年 - アントン・フォン・シュテルク、医師（* 1731年）
- 1811年（文化8年1月18日） - 稲村三伯、蘭学者（* 1758年）
- 1813年 - アンデルス・エーケベリ、化学者（* 1767年）
- 1822年 - アーサー・ウィリアム・デヴィス、画家（* 1762年）
- 1823年 - ウィリアム・プレイフェア、エンジニア、経済学者（* 1759年）
- 1829年 - アレクサンドル・グリボエードフ、外交官、作家、作曲家（* 1795年）
- 1844年（天保14年12月23日） - 為永春水、戯作者（* 1790年）
- 1848年 - トマス・コール、画家（* 1801年）
- 1868年 - レオン・フーコー、物理学者（* 1819年）
- 1871年 - フィリッポ・タリオーニ、バレエダンサー、振付家（* 1777年）
- 1900年 - 談洲楼燕枝 (初代)、落語家（* 1837年）
- 1904年 - ウラジミール・マルコフニコフ、化学者（* 1838年）
- 1909年 - 鈴木唯一、官僚、英学者（* 1845年）
- 1920年 - 浜野昇、医師、衆議院議員（* 1854年）
- 1923年 - ジョセフ・デキャンプ、画家（* 1858年）
- 1924年 - ジャック・レーブ、実験物理学者（* 1859年）
- 1929年 - ヨーハン2世、リヒテンシュタイン大公（* 1840年）
- 1931年 - チャールズ・アルジャーノン・パーソンズ、技術者、蒸気タービン開発者（* 1854年）
- 1937年 - ウォルター・バーリー・グリフィン、建築家（* 1876年）
- 1939年 - フランツ・シュミット、作曲家（* 1874年）
- 1940年 - エレン・デイ・ヘール、画家（* 1855年）
- 1940年 - グンナー・ヘッケルト、陸上競技選手、1936年ベルリン五輪金メダリスト（* 1910年）
- 1947年 - 門脇誠一郎、柔道家（* 1886年）
- 1948年 - 小林好日、国語学者（* 1886年）
- 1948年 - セルゲイ・エイゼンシュテイン、映画監督（* 1898年）
- 1950年 - カイカイ・カイラー、プロ野球選手（* 1898年）
- 1956年 - セルゲイ・ニコラエヴィッチ・ブラッコ、天文学者（* 1870年）
- 1960年 - 野村茂久馬、実業家（* 1870年）
- 1963年 - 西村伊作、教育者、文化学院創立者（* 1884年）
- 1963年 - シルヴィア・プラス、詩人（* 1932年）
- 1964年 - 田中百畝、実業家（* 1901年）
- 1968年 - 石濱純太郎、東洋史学者、関西大学名誉教授（* 1888年）
- 1968年 - ピティリム・ソローキン、社会学者（* 1889年）
- 1969年 - 江藤小三郎、思想家、社会運動家、陸上自衛官（* 1945年）
- 1970年 - 山野千枝子、美容家（* 1895年）
- 1973年 - 島田啓三、漫画家（* 1900年）
- 1973年 - ヨハネス・ハンス・イェンゼン、物理学者（* 1907年）
- 1975年 - 夏目伸六、随筆家（* 1908年）
- 1978年 - ジェイムス・コナント、化学者、教育者、元ハーバード大学学長（* 1893年）
- 1978年 - ハリー・マーティンソン、小説家、詩人（* 1904年）
- 1978年 - 江田孝、プロ野球選手（* 1923年）
- 1979年 - 星野敏雄、化学者（* 1899年）
- 1981年 - 市川房枝、政治家（* 1893年）
- 1982年 - 志村喬、俳優（* 1905年）
- 1982年 - カラ・カラーエフ、作曲家（* 1918年）
- 1984年 - 小金義照、政治家、第16代郵政大臣（* 1898年）
- 1985年 - ヘンリー・ハサウェイ、映画監督、映画プロデューサー（* 1898年）
- 1986年 - フランク・ハーバート、SF作家（* 1920年）
- 1986年 - 遠山信二、指揮者（* 1923年）
- 1989年 - レオン・フェスティンガー、心理学者（* 1919年）
- 1990年 - 黒木雪夫、お笑い芸人（すっとんトリオ、元レツゴー三匹）（* 1940年）
- 1993年 - 三木春逸[20]、実業家、元ミヨシ油脂社長（* 1901年）
- 1993年 - 小林郁、実業家、元松下電工社長（* 1918年）
- 1993年 - ロバート・W・ホリー、生化学者、ノーベル生理学・医学賞受賞者（* 1922年）
- 1993年 - オクサナ・コスティナ、新体操選手（* 1972年）
- 1994年 - 森永健次郎、映画監督 (* 1909年)
- 1994年 - ポール・ファイヤアーベント、科学哲学者（* 1924年）
- 1997年 - 小島禎二、プロ野球選手（* 1927年）
- 1998年 - 寺園勝志、官僚、政治家、元鹿児島県知事、元南日本放送会長（* 1901年）
- 1998年 - クスタ・インケリ、数学者（* 1908年）
- 1998年 - 林屋辰三郎、歴史学者、元京都国立博物館館長（* 1914年）
- 1999年 - 郡司信夫、ボクシング評論家、ガゼット出版社設立者（* 1908年）
- 2000年 - ロジェ・ヴァディム、映画監督、プロデューサー、脚本家、俳優、ジャーナリスト（* 1928年）
- 2001年 - 大埜正雄、サッカー選手（* 1923年）
- 2002年 - フランキー・クロセッティ、プロ野球選手（* 1910年）
- 2002年 - 伊藤弥四夫、版画家、美術教育者（* 1929年）
- 2003年 - 貞永信義、陸上競技選手、陸上指導者（* 1929年）
- 2004年 - 高木均、俳優、声優（* 1925年）
- 2005年 - 稲原幸雄、野球指導者（* 1913年）
- 2005年 - メアリー・ジャクソン、数学者、航空宇宙工学技術者（* 1921年）
- 2005年 - ジュムガルベク・アマンバエフ、政治家、元キルギス共和国副首相（* 1946年）
- 2006年 - 舩坂弘、軍人、元大盛堂書店創業者 （* 1920年）
- 2006年 - ピーター・ベンチリー、小説家（* 1940年）
- 2006年 - ケン・フレッチャー、テニス選手（* 1940年）
- 2007年 - 細田吉蔵、政治家（* 1912年）
- 2007年 - 渡辺誠毅、ジャーナリスト、元元朝日新聞社社長（* 1914年）
- 2007年 - 衣笠駿雄、第9代陸上幕僚長（* 1915年）
- 2007年 - マリアンネ・フレデリクセン、作家（* 1927年）
- 2007年 - 辻義文、実業家、元日産自動車社長（* 1928年）
- 2008年 - 野々村一男、彫刻家、愛知県立芸術大学名誉教授（* 1906年）
- 2008年 - 中村寅吉、ゴルファー（* 1915年）
- 2008年 - 松信泰輔[21]、書店経営者、サン・ジョルディの日提唱者、元有隣堂社長（* 1916年）
- 2008年 - トム・ラントス、アメリカ合衆国下院議員（* 1928年）
- 2008年 - 今井三右衛門、政治家、元福井県勝山市長（* 1930年）
- 2009年 - 鈴木直義、獣医学者、元帯広畜産大学学長、同大学名誉教授（* 1931年）
- 2009年 - エステル・ベネット、歌手（ザ・ロネッツ）（* 1941年）
- 2009年 - 御船美智子、経済学者（* 1953年）
- 2010年 - 豊澤豊雄、政治家、発明家（* 1907年）
- 2010年 - 井上梅次、映画監督、脚本家、作詞家（* 1923年）
- 2010年 - 三代目市川箱登羅[22]、歌舞伎役者（* 1930年）
- 2010年 - 玉置宏、アナウンサー、テレビ司会者（* 1934年）
- 2010年 - アレキサンダー・マックイーン、ファッションデザイナー（* 1969年）
- 2011年 - 釜本文男、ハンマー投げ選手（* 1918年）
- 2011年 - ボ・カルペラン、詩人（* 1926年）
- 2011年 - 鈴木秀夫、地理学者、東京大学名誉教授（* 1932年）
- 2011年 - 大久保昌一良、脚本家（* 1947年）
- 2012年 - 館龍一郎、経済学者、東京大学名誉教授、青山学院大学名誉教授（* 1921年）
- 2012年 - 近衛通隆、歴史学者（* 1922年）
- 2012年 - 西村武典、政治家、元熊本県牛深市長（* 1928年）
- 2012年 - 永瀬洋治、政治家、第15代 - 第18代埼玉県川口市長（* 1931年）
- 2012年 - 石井昇[23]、医学者（* 1947年または1948年）
- 2012年 - ホイットニー・ヒューストン、歌手、俳優（* 1963年）
- 2013年 - 鳩山安子、社会活動家（* 1922年）
- 2013年 - 殊能将之、推理作家（* 1964年）
- 2014年 - 高橋誠一、歴史地理学者、関西大学名誉教授（* 1945年）
- 2015年 - 田中健藏、病理学者、第17代九州大学学長（* 1922年）
- 2015年 - ロジェ・アナン、俳優（* 1925年）
- 2015年 - 久富惟晴、俳優、声優（*1935年）
- 2016年 - ケビン・ランデルマン、総合格闘家、プロレスラー（* 1971年）
- 2017年 - 谷口ジロー、漫画家（* 1947年）
- 2017年 - チャボ・ゲレロ・シニア、プロレスラー（* 1949年）
- 2018年 - 菅原信海、天台宗僧侶、元妙法院門主、早稲田大学名誉教授（* 1925年）
- 2018年 - ヴィック・ダモーン、歌手、俳優（* 1928年）
- 2018年 - 佐伯尚美、農業経済学者、東京大学名誉教授（* 1929年）
- 2018年 - 翠みち代、芸人（* 1935年）
- 2018年 - アスマ・ジャハンギール、弁護士、国連特別報告者（* 1952年）
- 2019年 - 田中美智子、政治家（* 1922年）
- 2019年 - シブガトゥッラー・ムジャッディディー、政治家、元アフガニスタン大統領代行（* 1925年）
- 2019年 - ジョー・シュレジンジャー、ジャーナリスト、作家（* 1928年）
- 2019年 - アリックス・ド・リュクサンブール、貴族、ルクセンブルク大公国大公女（* 1929年）
- 2019年 - 岸部清、歌手、実業家、第一プロダクション創業者（* 1931年）
- 2020年 - 倉橋羊村、俳人（* 1931年）
- 2020年 - 野村克也、プロ野球選手、監督（* 1935年）
- 2020年 - 金田康正、計算科学者、東京大学名誉教授（* 1949年）
- 2021年 - イサドール・シンガー、数学者（* 1924年）
- 2021年 - 石黒昇、競歩選手（* 1932年）
- 2022年 - 矢野進、競馬騎手、調教師（* 1937年）
- 2023年 - 手塚治、テレビドラマプロデューサー、元東映社長（* 1960年）
- 2024年 - 平田博則、数学者、昭和薬科大学名誉教授（* 1926年）
- 2024年 - 神品芳夫、ドイツ文学者、詩人、東京大学名誉教授（* 1931年）
- 2024年 - アラン・バード、化学者（* 1933年）
- 2024年 - 永末直文、医学者、医師、島根大学名誉教授（* 1942年）
- 2024年 - グレゴール・ヴェニング、神経内科医（* 1964年）
- 2024年 - ケルヴィン・キプタム、マラソン選手（* 1999年）

## 記念日・年中行事
- 建国記念の日（ 日本、1966年 - ）
国民の祝日の一つ。日本の建国神話で、紀元前660年に神武天皇が即位した日を記念する。なお、神武天皇は神話の中の人物とされており、日本の国が成立した正確な日付はわかっていない[24]。かつては紀元節という祝日だった。
- イスラム革命記念日（ イラン）
1979年のこの日、ルーホッラー・ホメイニー率いる革命軍が首都・テヘランを掌握しイラン革命政権が成立した。
- 青年の日（英語版）（ カメルーン）
- 世界病者の日（World Day of the Sick）（カトリック）
- ルルドの聖母の祝日（カトリック）
- 信教の自由を守る日（ 日本）
1966年に紀元節が「建国記念の日」として復活させられた事に抗議し、キリスト教諸教派で1967年に制定。
- 科学における女性と女児の国際デー（International Day of Women and Girls in Science）（ユネスコ、国際連合女性機関）
女性と女児が、科学技術の分野において果たす重要な役割を認識し評価することを目的に、2015年国連総会で制定。女性や女児が科学分野に完全かつ平等にアクセスし、参加できる機会を推進する[25]。
- 万歳三唱の日（ 日本）
1889年、大日本帝国憲法発布の祝典ではじめて万歳三唱が行なわれたことを記念して制定。天皇への祝意を表すものとして明治政府が万歳を奨励[26]。
- 文化勲章制定記念日（ 日本）
1937年2月11日に文化勲章が制定されたことに由来。
- 出雲そばの日（ 日本・島根県出雲市・松江市）
出雲そばは、信濃国松本藩の城主だった松平直政が、3代将軍徳川家光から出雲国松江藩への国替えを命じられとき、そば職人を伴って来たことにより、出雲にそばが伝わったとされている。出雲市と松江市のそば組合で結成した「出雲そばの日記念日登録実行委員会」が、この国替えを命じられた1638年(寛永15年)2月11日にちなみ出雲そばの日を制定。2022年に日本記念日協会に申請し、登録された。
- 仁丹の日（ 日本）
森下仁丹は、1893年2月11日に薬種商「森下南陽堂」として創業。 2月11日は、1905年に「仁丹」（当時は赤大粒仁丹）が発売された日付でもあることから、『仁丹の日』として 2008年に制定された[27]。
- 豊橋鬼祭（ 日本）
2月10日から2日間開催される愛知県豊橋市の安久美神戸神明社（豊橋神明社）の例祭の本祭日。
- 江包・大西の御綱（ 日本）
奈良県桜井市のの江包(えっつみ)・大西の両地区に伝わる五穀豊穣と子孫繁栄を祈願する伝統行事。両地区で2月初旬に新藁を持ち寄って、江包の春日神社で男綱を、大西の市杵島神社で女綱をつくる。2月11日には、両神社から素盞嗚神社に運び込んだ二つの綱を結び合わせる「入船の儀式」などが執り行われる[28]。2012年、国の重要無形民俗文化財に指定。仁丹の日（ 日本）